# Wilhelmine Unzelmann-Werner

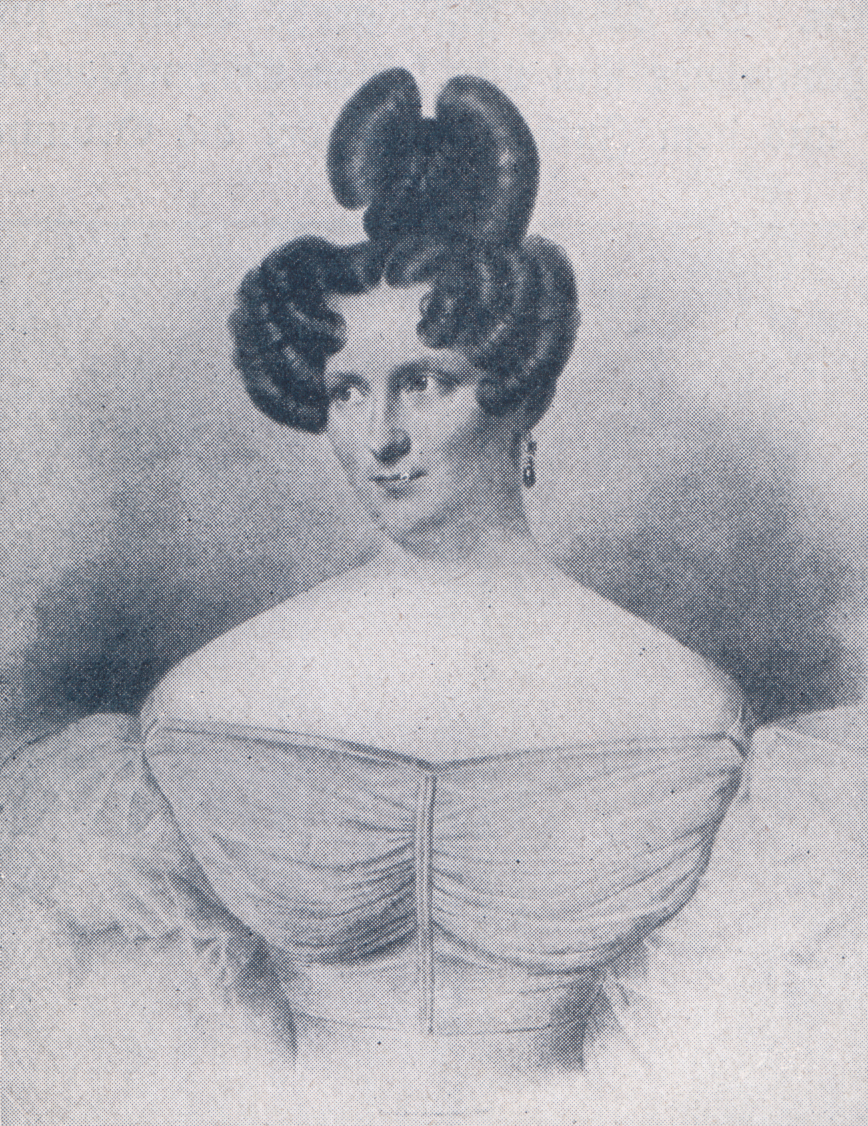
Wilhelmine Unzelmann-Werner

Wilhelmine Unzelmann-Werner, gebürtig Wilhelmine Franz (* 1802 in Berlin; † 11. März 1871 ebenda) war eine deutsche Schauspielerin und Sängerin (Sopran).

## Leben
Unzelmann-Werner war die Tochter von Johann Christian Franz, von dem sie auch ihren ersten künstlerischen Unterricht bekam. Bereits mit 13 Jahren erhielt sie 1815 ein Engagement als Schauspielerin am Hoftheater in Berlin.
Schon im darauffolgenden Jahr erzielte sie ihren künstlerischen Durchbruch mit der „Adele“ in „Fanchon, das Leiermädchen“ von Friedrich Heinrich Himmel. In den folgenden Jahren brillierte sie immer öfter in heroischen und tragischen Rollen. Später übernahm Unzelmann-Werner oft auch komische Parts.
Sie war in erster Ehe seit 1821 mit dem Schauspieler August Unzelmann (1795–1833), einem Sohn von Karl Wilhelm Ferdinand Unzelmann und dessen Ehefrau Friederike Bethmann-Unzelmann verheiratet. Die Schauspielerin Bertha Unzelmann war ihre Tochter. Nach der Trennung von Unzelmann heiratete sie 1835 den Ministerialsekretär Werner.
Im Alter von 69 Jahren starb sie am 11. März 1871 in Berlin.